# The Mirage (film, 1924)

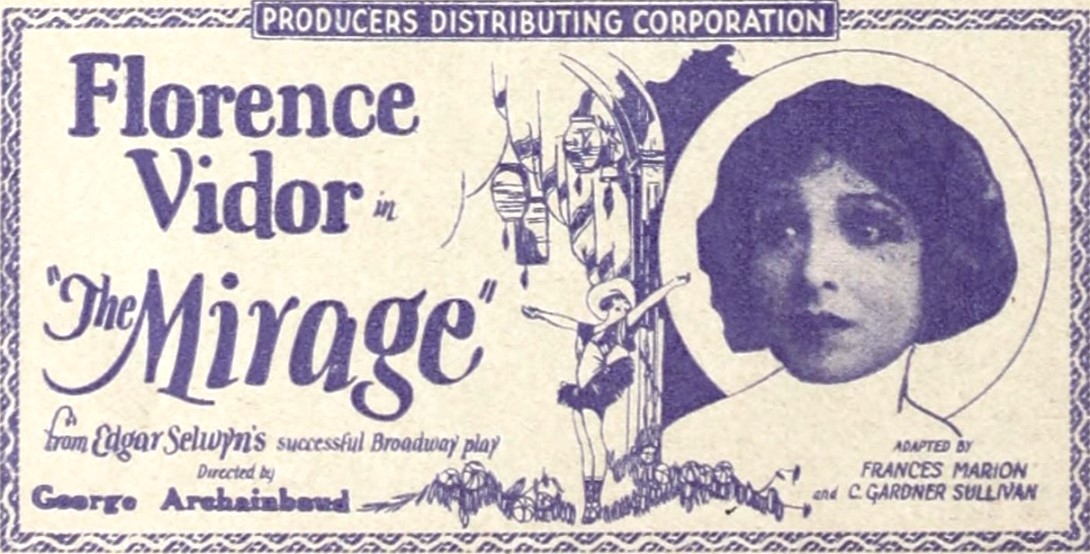
Annonce pour le film.

Pour les articles homonymes, voir The Mirage et Mirage (homonymie).
The Mirage est un film américain réalisé par George Archainbaud, sorti en 1924.

## Fiche technique
- Réalisation : George Archainbaud

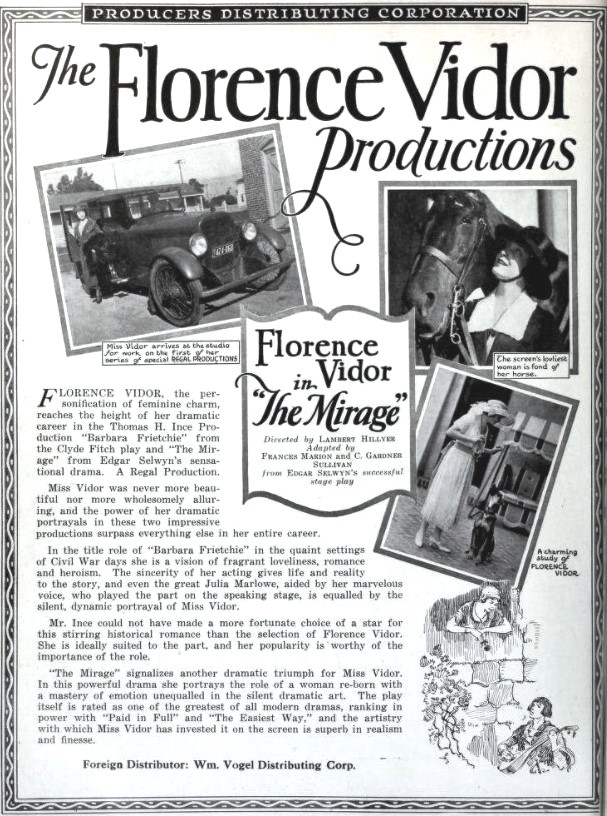
Article sur le film dans Film Daily.

- Scénario : C. Gardner Sullivan d'après la pièce The Mirage d'Edgar Selwyn[1]
- Producteur : Thomas Ince
- Photographie : Henry Sharp
- Genre : Comédie[2]
- Durée : 6 bonines
- Date de sortie : 28 décembre 1924

## Distribution
- Florence Vidor : Irene Martin
- Clive Brook : Henry Galt
- Alan Roscoe : Al Manning
- Vola Vale : Betty Bond
- Myrtle Vane : Mrs. Martin
- Charlotte Stevens : la sœur d'Irene